# IBook
Az iBook számítógépeket az Apple Computer fejlesztette, gyártotta és forgalmazta 1999. júliusa és 2006. májusa között. A számítógépek PowerPC G3 és G4 processzort használtak. A felhasználói célcsoport induláskor az egyetemisták voltak, az iBook volt az Apple alsó–, a PowerBook a felső-kategóriás hordozható gép. Az iBook megalkotása fontos eleme volt az Apple-höz hónapokkal korábban visszatért és vezetővé választott Steve Jobs tervének. A terv négy elemből álló termékpalettát jelentett: otthoni vagy professzionális felhasználás, illetve asztali vagy hordozható gép felosztásban. Az iBook az otthoni, hordozható gépet jelentette.
Megjelenésében az iBook G3 radikálisan szakított a számítógépekre jellemző szürke-bézs-fekete színekkel, illetve a szögletes formákkal. Részben harsány színei lekerekített formái és hordozó fogantyúja egyedivé, jól felismerhetővé tette. Megjelenésében hasonlított az új iMac G3-ra (bemutatva: 1998. május), amely az Apple egyik legsikeresebb terméke volt.
A PowerPC G4 processzora épült iBook G4 visszatérés volt a szolidabb megjelenéshez, téglatest alakú, két féle fehér árnyalatú műanyag házba került a gép 12 és 14 inches kijelzővel megfizethető árú gép volt.

## iBook G3

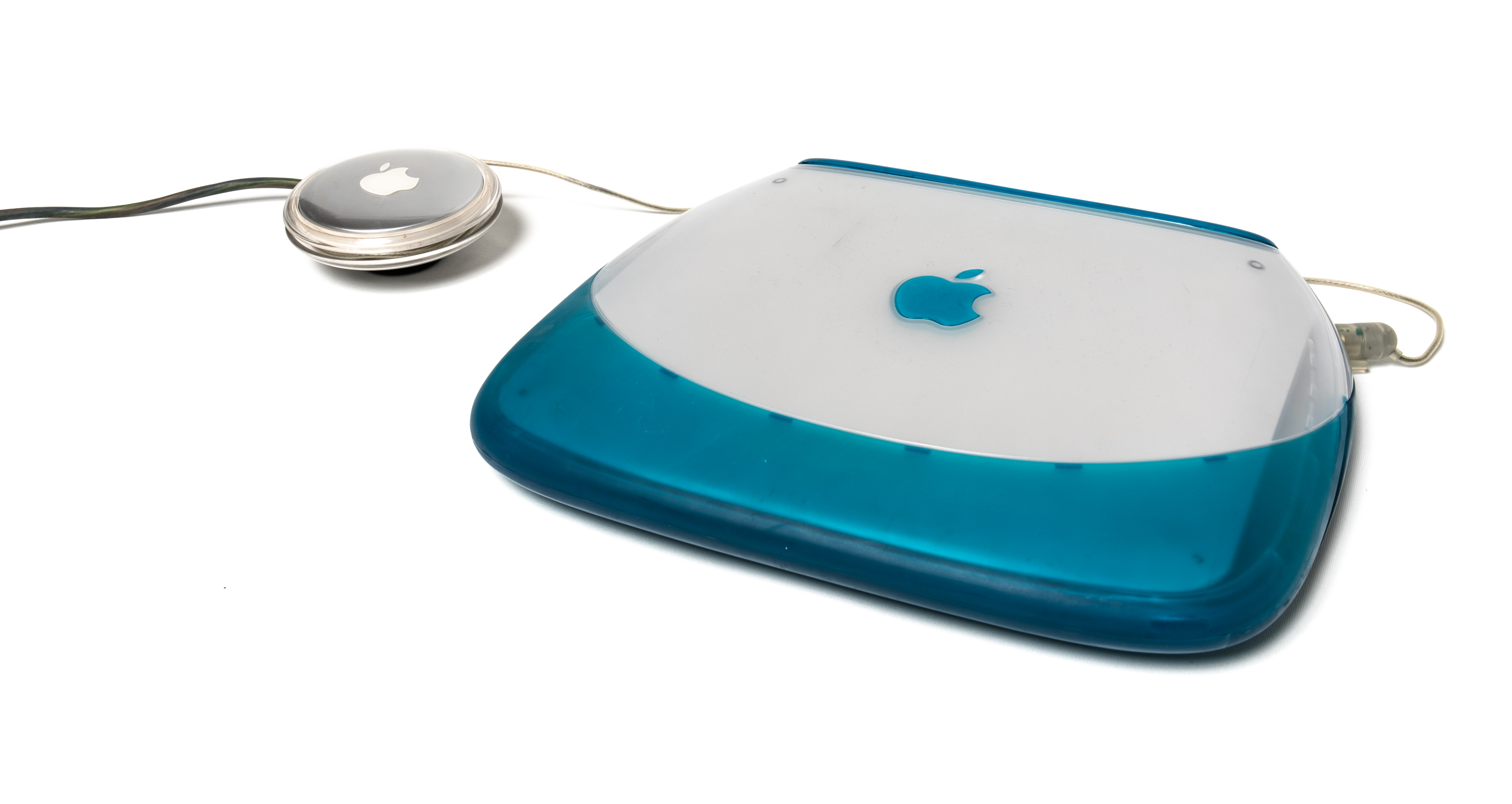
iBook G3 becsukott állapotban. Balra a táp–kábel cséve látható

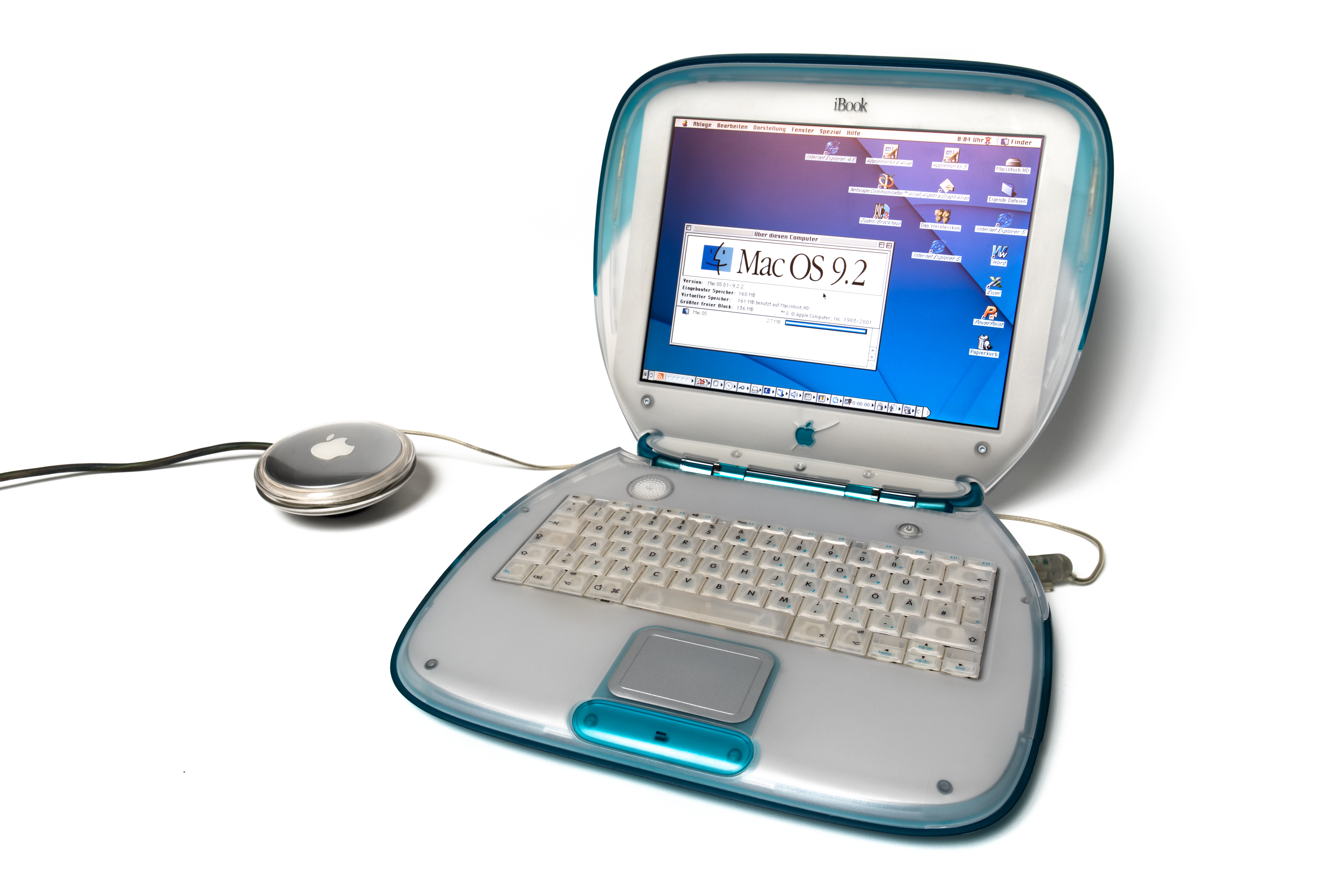
iBook G3 nyitva. A kijelzőn látható, a gépen OS 9.2.2 rendszer fut. A 160 MB háttértárból 136 MB szabad, az OS 27 MB-t foglal el. A kijelzőn – nagyobb mérethez kattints a képre! – a kor két híres böngészőjének – Netscape Communicator és Internet Explorer – indító ikonja látható. Felfedezhető az Apple irodai csomagjának – Apple Works – ikonja épp úgy, ahogy a Microsoft Word, Excel és PowerPoint ikonjai is

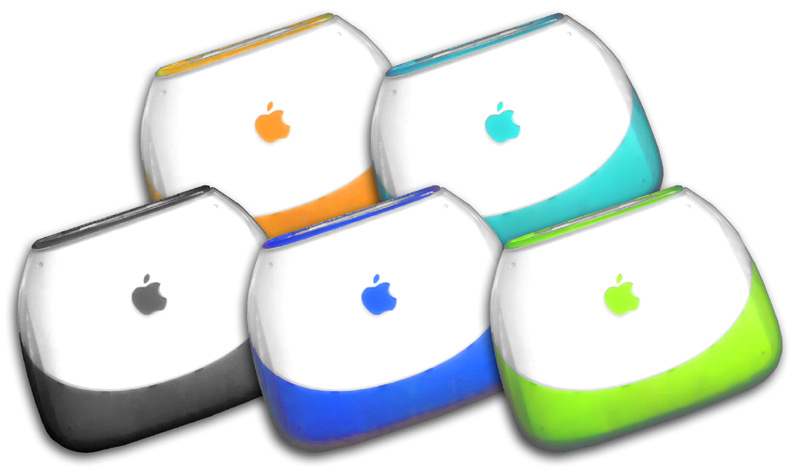
Az iBook G3 megjelenésében messze kitűnt a bézs színű pécék közül

Az Apple 1999. július 21-én a New-yorki MacWorld kiállításon mutatta be az iBookot, a színes kagyló alakú laptopját. Bár júliusban bejelentették, de csak szeptember végén jelent meg, még épp iskola-kezdési időben. Az 1599 dollárba kerülő iBook 900 dollárral volt olcsóbb volt, mint az Apple legalacsonyabb árú professzionális PowerBookja. Az iBook ugyanazt a fogyasztói (otthoni, kis-vállalkozói, egyetemi hallgatói) piacot célozta meg, mint az iMac. Technikai jellemzői nagyon hasonlítottak az iMacéhez, ugyanazokkal az alapvető i/o  opciókkal. Annak érdekében, hogy az árat a lehető legalacsonyabbra csökkentsék, a tervezőcsapat eltávolította az infrared-, a video- és audió-bemeneteket. Az iBookból hiányzott a nagy sebességű adatport is, például SCSI vagy Firewire. Az iBook azonnal nagy siker lett a fogyasztók körében. Az Apple az 1990-es években forgalmazott gépei a felhasználók számára nehezen követhető név– és célcsoport–változásokat szenvedtek el, ide értve a Performa, Quadra, LC, Power Macintosh és PowerBook modelleket. Az iBook mindezt – 2002-től – megváltoztatta. Szórakoztató esztétikus és megfizethető árazása azonnal világossá tette, hogy az Apple kinek készítette a gépet. A laptop nagy sikert aratott a magán felhasználók körében, és sok kiskereskedő már a bejelentése után előrendelt belőle.
Az iBook G3 strapabíróságáról és tartósságáról lett népszerű. A tok puha, gumírozott műanyagból készült, a ház beépített hordozófogantyúval rendelkezett, amely megkönnyítette a hordozhatóságot, nem volt szükség külön táskára. A kagylónak nem volt zárja vagy reteszelője, ehelyett „bepattantak”. A legtöbb Mac-hez hasonlóan az iBook is alvó üzemmódra váltott, ha bezárták, elmentve az elalvás előtti állapotot. Ez ideális volt az egyetemen, ahol a hallgatók óráit eltérő helyszíneken tartják, mivel nem kellett megvárniuk a számítógép leállást vagy a alvásba váltását, mint más operációs rendszerek esetén. Az iBook a retesz nélküli fedele kinyitásakor „felébresztette” a laptopot. Bár ezt az elgondolást ma szinte minden laptopgyártó alkalmazza, akkoriban ez új volt. Az első iBook G3 kökény vagy borostyán színű volt, ehhez jött később az indigó, a grafit és kizárólag az Apple Online Store-ból megvásárolható zöld citrom színű iBook G3.
Az iBook volt az első Mac, amelyet az Unified Motherboard Architecture-t (UMA) használat, amely lehetővé tette az Apple számára, hogy szabványosítsa az alaplap legtöbb összetevőjét az összes termékcsaládban.
Az iBook meghatározó újdonsága az AirPort volt, az iparági szabványokon alapuló  vezeték nélküli hálózati rendszer (Wi-Fi) (Az Apple AirPort név használata megtévesztő, szövegkörnyezettől függően jelentheti a wi-fi routert, az egyes gépekbe helyezhető wi-fi képességet biztosító kártyát és az Apple gépek közötti wi-fi kapcsolatot.) Az AirPort (szolgáltatás) lehetővé tette, hogy akár tíz – AirPort kártyával ellátott – iBook kapcsolódjon egyetlen AirPort bázisállomáshoz, amelyeket aztán egy meglévő Ethernet-hálózathoz vagy egy szabványos telefonvonalhoz lehetett csatlakoztatni. Az iBook házába antennát építettek, a külön rendelhető AirPort kártya számára PC-kártya méretű helyet alakítottak ki. Az iBook Wi-Fi-re való összpontosítása megmutatta a vállalat technológiai innovációs képességét. Ezzel az Apple felhasználók számára olyan elkövetkező évtizedben megvalósuló funkciók könnyű és megszokott elérését alapozta meg, mint az iTunes Az Apple is érezte az AirPort fontosságát, a gép bemutatásakor az Apple marketingért felelős alelnöke, Phil Schiller, hat méter magasról ugrott le egy iBookkal a kezében illusztrálandó a meg nem szakadó hálózati kapcsolatot. (Phil Schiller "halálugrása" iBookkal. YouTube)
Az iBook – az iMachez hasonlóan – elhagyta a hajlékonylemez-meghajtót. Ez volt az Apple első Mac-je, amely a vállalat „Unified Logic Board Architecture”-ét használta, amely a gép alapvető funkcióit két chipre tömörítette az AGP és az Ultra DMA támogatás mellett.
Az első iBook 2000 februárjában kisebb frissítésen esett át, az alaplap memóriát 64 MB-ra, a merevlemezt pedig 6 GB-osra cserélték. Még az év szeptemberében újabb frissítés jelent meg, színben a kökényt és borostyánt az indigó és a zöld citrom váltotta. A színes kagylós dizájnt (amit akkoriban egyes kritikusok „Barbie WC-ülőkének” neveztek) 2001 májusában felváltotta a komolyabb megjelenésű fehér polikarbonát iBook. 2002. januárjában bemutatták a 14 inches kijelzőjű iBookot, innentől kezdve szinte minden iBook verzió elérhető volt 12 és 14 inches kijelzővel. Az Apple az iBook családot is rendszeresen frissítette, a felhasználók számára elérhetővé téve a legújabb – és az iBook vásárlók számára megfizethető – technikai újdonságokat, illetve növelte a memória és háttértár kapacitását, az optikai meghajtó tudását.

## iBook G4

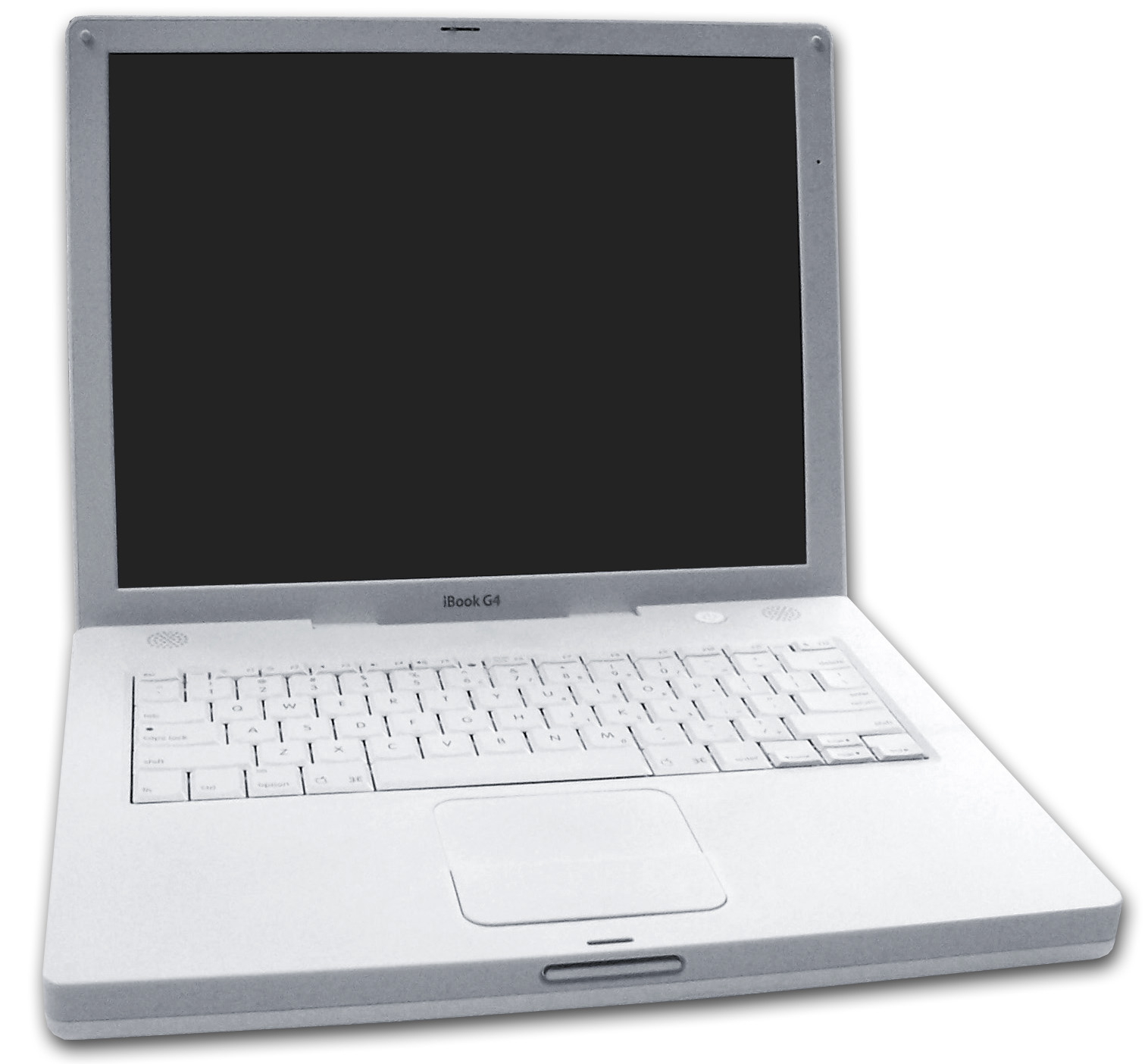
iBook G4 számítógép

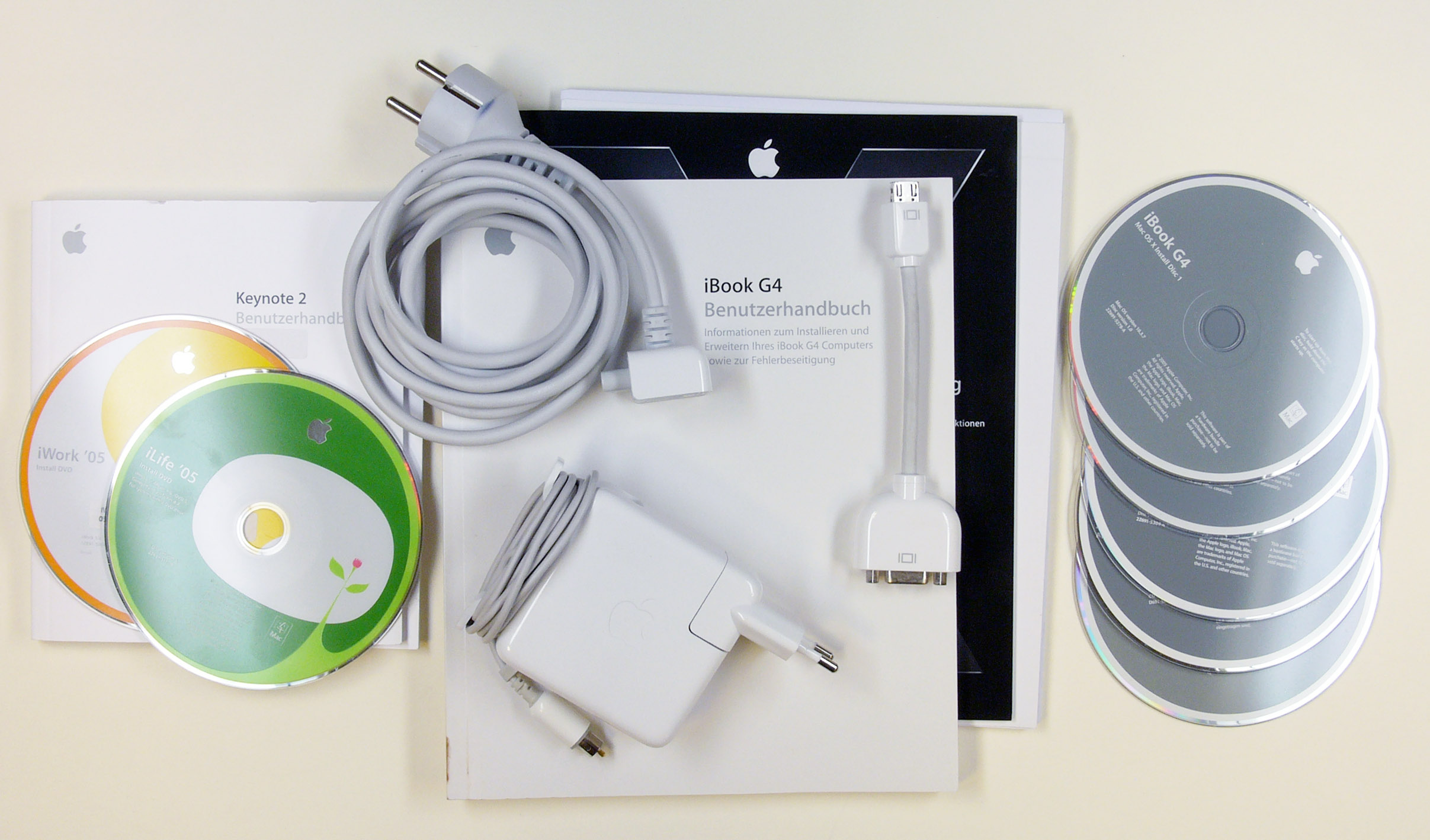
iBook tartozékkészlet: operációs rendszer CD, kézikönyv hardverhez és operációs rendszerhez, tápegység kábellel, monitoradapter. Balra az Apple iLife és iWork szoftverének telepítő lemeze

A 2003. október 23-án bemutatott PowerPC G4 processzoros iBook G4 jelezte, az Apple elbúcsúzott a PowerPC G3 processzortól, ez azt is jelentette, hogy a Mac OS 9-től is elbúcsúzott a cég. Az új iBook G4 256 Kb L2 gyorsítótárat kapott, fele akkorát, mint a korszak PowerBookjai. A kisebb, 12 inches iBook processzora 800 MHz-en, a nagyobb 14 inches 1 GHz-en futott. A gépek optikai meghajtója ComboDrive lett. Ezen kívül az új G4 modelleken kisebb kozmetikai változtatásokat is végrehajtottak, az áttetsző billentyűzetet új, átlátszatlan billentyűkre cserélték. A gép ára 1099 dollárról indult.
Az első frissítés az iBook G4 2004. április 19-én kapta, ekkor az Apple összes számítógépe legalább 1 GHz-en dolgozott. Az iBook most ugyanazt a processzort használta, mint a PowerBook, bár lassabb busszal. Az új változatban megduplázták a 2003 októberében kiadott eredeti iBook G4 L2 gyorsítótárának méretét. A 12"-es iBook, valamint a kisebb teljesítményű 14"-es modell 1 GHz-en, a csúcs iBook 14"-es modell 1,2 GHz-en futott. A maximális RAM is duplázódott, 1280 MB lett, és a 14 hüvelykes iBookok első ízben voltak elérhetőek SuperDrive-val. Az AirPort Extreme alapfelszereltség lett a csúcskategóriás 14"-es modelleken. Az ár változatlanul 1099 dollárról indult a 12"-es, és 1299 dollárról a 14"-es modellek esetében.
A második frissítésre 2004. október 19-én került sor. A 12"-es modellt 1,2 GHz-es G4 processzorra frissítették, a két 14"-es modell processzora pedig 1,33 GHz-en futott. Az összes iBook alapfelszereltsége lett az AirPort Extreme. A gép ára 999–1499 dollár között volt.
Az iBook G4 utolsó frissítésére 2005. júliusában került sor. Az iBook forgalmazása hivatalosan 2006. májusában szűnt meg, az iBookot felváltotta a MacBook, majd később a MacBook Air.

### iBook G4 problémák
2003 novemberének végén számos iBook-felhasználó jelentett villódzó vagy torz kijelzőt. Mivel az Apple szokása szerint nem ismerte el a hibát, a felhasználók  csoportos keresetet is akart indítani az Apple ellen. A hibát el nem ismerve 2004. januárjában az Apple elindította az "iBook Logic Board Repair Extension Program" programot, amely fedezte az "érintett iBookok három évre szóló" javításának költségeit – lényegében az érintett termékekre vonatkozó kiterjesztett garanciát jelentett.
2005-ben az iBookot is érintette az Apple-nek szállított akkumulátorok meghibásodása.

## iBook és az oktatás
Az Apple, más számítástechnikai cégekhez hasonlóan, kiemelten kezelték az oktatási, ezen belül is az egyetemi piacot. Az alsó- és középfokú oktatás szervezését iskola-körzetek végzik. Egy körzethez több tízezer tanuló, számos általános iskola, középiskola, kollégium és egyéb oktatási létesítmény tartozik. Ezeket célozta meg az Apple, sokszor sikerrel. Például Cobb megye (Georgia, USA) 18 000 000 dollárért vett iBook-ot. Az Apple elgondolása az volt, hogy aki tanuláshoz Macet használ, a munkahelyén is azt szeretne, ezért néha nagyvonalú felajánlást is tett.
Az Apple 2005. júliusában bejelentette, hogy 30 000 új iBook G4-et szállít a floridai Broward County Public Schools számára, „amelyet minden diákja a tizenkettedik osztályig használhat. Az iBooks nagymértékben növeli majd a tanulók hozzáférését a legújabb technológiához tanulási, írási és kommunikációs célokra.“

## Technikai adatok táblázatban
A táblázat nem tartalmazza az összes műszaki paramétert. Az egyes modelleknél a bemutatáskor érvényes adatokat soroljuk fel, a későbbi frissítéseket nem. Az adatok az Apple adatlapjáról származnak, a hiányzó adatok – egyes gépeknél a kivezetés időpontja, az összes kijelző adat, üzemóra adat... – a MacTracker alkalmazásból valók. A táblázat időrendben sorolja fel a PowerBook G4 számítógépeket. A Kijelző oszlopnál látható sorba rendezés jelre (kétfejű nyíl) kattintva a kijelző méretei szerint mutatja a gépeket növekvő, majd csökkenő sorrendben. Ha mindkét nyíl látható, akkor az eredeti, időrendes sorrend látható. A gépek adatait tartalmazó sorok a kijelző mérete alapján színezettek.
| Gép nevebemutatva kivezetve                                                   | Méretsúly magasság szélesség mélység (mm) súly     | Processzorprocesszor, órajel L1 és L2 cache Front-side bus                         | Memória                                                | Kijelzőméret, felbontásGraf. proc., memória, portvideó kimenet                    | Tárolásmerevlemez optikai lemez                                                                                          | Operációs rendszereredetilegutolsó                                  | Csatlakozókbővíthetőség |
| ----------------------------------------------------------------------------- | -------------------------------------------------- | ---------------------------------------------------------------------------------- | ------------------------------------------------------ | --------------------------------------------------------------------------------- | --- | ------------------------------------------------------------------- | --- |
| iBook1999. július 21. 2000. február 16. 2000. szeptember 13. kökény borostyán | 3,0 kg 46x343x295 mm                               | PowerPC G3 (750) 300 MHz 64 KB / 512 KB 66 MHz                                     | 32 MB PC66 SDRAM2000. február 16-tól: 64 MB PC66 SDRAM | 12" active-matrix TFT 800×600ATI Rage 4 MB SDRAM AGP 2x                           | 3,2 GB vagy 6 GB ATA 2000. február 16-tól: 6 GB24× CD-ROM                                                                | Mac OS 8.6Mac OS X 10.3.9 vagy Mac OS 9.2.2                         | * 10/100 BASE-T Ethernet * 56k V.90 modemmegjegyzés:* 1x USB 1.1 * Audio ki mini-jack                                                                  |
| iBook SE2000. február 16. 2000. szeptember 13. grafit                         | 3,0 kg 46x343x295 mm                               | PowerPC G3 (750) 366 MHz 64 KB / 512 KB 66 MHz                                     | 64 MB PC66 SDRAM                                       | 12" active-matrix TFT 800×600ATI Rage 4 MB SDRAM AGP 2x                           | 6 GB ATA24× CD-ROM | Mac OS 9.0.2Mac OS X 10.3.9 vagy Mac OS 9.2.2                       | * 10/100 BASE-T Ethernet * 56k V.90 modemmegjegyzés:* 1x USB 1.1 * Audio ki mini-jack                                                                  |
| iBook (FireWire)2000. szeptember 13. 2001. május 1. indigo zöld citrom        | 3,0 kg 46x343x295 mm                               | PowerPC G3 (750CXe) 366 MHz vagy 466 MHz 64 KB / 256 KB 66 MHz                     | 64 MB PC100 SDRAM                                      | 12" active-matrix TFT 800×600ATI Rage 128 8 MB SDRAM AGP 2x                       | 10 GB ATA24× CD-ROM | Mac OS 9.0.4Mac OS X 10.4.11 vagy Mac OS 9.2.2                      | * 10/100 BASE-T Ethernet * 56k V.90 modemmegjegyzés:* 1x USB 1.1 * 1x FireWire 400 * Audio ki mini-jack * kompozit videó kimenet                       |
| iBook (Dual USB)2001. május 1. 2001. október 16. áttetsző fehér               | 2,2 kg 34x285x230 mm                               | PowerPC G3 (750cxe) 500 MHz 64 KB / 256 KB 66 MHz                                  | 64 MB PC100 SDRAM                                      | 12,1" TFT XGA active matrix 1024×768ATI Rage 128 8 MB SDRAM AGP 2x                | 10 GB Ultra/ATACD-ROM | Mac OS 9.1Mac OS X 10.4.11 vagy Mac OS 9.2.2                        | * 10/100 BASE-T Ethernet * 56k V.90 modemmegjegyzés:* 2x USB 1.1 * 1x FireWire 400 * Audio ki mini-jack * A/V Port                                     |
| iBook (14,1 LCD)2002. január 7. 2002. május 20. áttetsző fehér                | 2,7 kg 34x323x259 mm                               | PowerPC G3 (745/755) 600 MHz 64 KB / 256 KB 100 MHz                                | 256 MB PC100 SDRAM                                     | 14,1" TFT XGA active matrix 1024×768ATI Rage 128 8 MB SDRAM AGP 2x                | 20 GB Ultra/ATA Combo drive                                                                                              | Mac OS 9.2.1 vagy Mac OS X 10.1Mac OS X 10.4.11 vagy Mac OS 9.2.2   | * 10/100 BASE-T Ethernet * 56k V.90 modemmegjegyzés:* 2x USB 1.1 * 1x FireWire 400 * Audio ki mini-jack * A/V Port                                     |
| iBook (16 VRAM)2002. május 20. 2002. november 6. áttetsző fehér               | 12": 2,2 kg 34x285x230 mm14": 2,7 kg 34x323x259 mm | PowerPC G3 (750fx) 12": 600 MHz 14": 700 MHz 64 KB / 512 KB 100 MHz                | 12": 128 MB PC100 SDRAM14": 256 MB PC100 SDRAM         | 12,1" vagy 14,1" TFT XGA active matrix 1024×768ATI Radeon 16 MB SDRAM AGP 2x      | 12": 20 GB Ultra/ATA 14": 30 GB Ultra/ATACD-ROM                                                                          | Mac OS 9.2.2 vagy Mac OS X 10.1.4Mac OS X 10.4.11 vagy Mac OS 9.2.2 | * 10/100 BASE-T Ethernet * 56k V.90 modemmegjegyzés:* 2x USB 1.1 * 1x FireWire 400 * Audio ki mini-jack * Mini-VGA                                     |
| iBook (Opaque 16 VRAM)2002. november 6. 2003. április 22. Opaque White        | 12": 2,2 kg 34x285x230 mm14": 2,7 kg 34x323x259 mm | PowerPC G3 (750fx) 700 MHz 64 KB / 512 KB 100 MHz                                  | 12": 128 MB PC100 SDRAM14": 256 MB PC100 SDRAM         | 12,1" vagy 14,1" TFT XGA active matrix 1024×768ATI Radeon 7500 16 MB SDRAM AGP 2x | 20 GB Ultra/ATA CD-ROM                                                                                                   | Mac OS 9.2.2 vagy Mac OS X 10.2.1Mac OS X 10.4.11 vagy Mac OS 9.2.2 | * 10/100 BASE-T Ethernet * 56k V.90 modemmegjegyzés:* 2x USB 1.1 * 1x FireWire 400 * Audio ki mini-jack * Mini-VGA                                     |
| iBook (32 VRAM)2002. november 6. 2003. április 22. áttetsző fehér             | 12": 2,2 kg 34x285x230 mm14": 2,7 kg 34x323x259 mm | PowerPC G3 (750fx) 800 MHz 64 KB / 512 KB 100 MHz                                  | 12": 128 MB PC100 SDRAM14": 256 MB PC100 SDRAM         | 12,1" vagy 14,1" TFT XGA active matrix 1024×768ATI Radeon 7500 32 MB SDRAM AGP 2x | 12": 20 GB Ultra/ATA 14": 30 GB Ultra/ATACombo drive                                                                     | Mac OS 9.2.2 vagy Mac OS X 10.2.1Mac OS X 10.4.11 vagy Mac OS 9.2.2 | * 10/100 BASE-T Ethernet * 56k V.90 modemmegjegyzés:* 2x USB 1.1 * 1x FireWire 400 * Audio ki mini-jack * Mini-VGA                                     |
| iBook (800 MHz 32 VRAM)2003. április 22. 2003. október 22. átlátszatlan fehér | 12": 2,2 kg 34x285x230 mm14": 2,7 kg 34x323x259 mm | PowerPC G3 (750fx) 800 MHz 64 KB / 512 KB 100 MHz                                  | 12": 128 MB PC100 SDRAM14": 256 MB PC100 SDRAM         | 12,1" vagy 14,1" TFT XGA active matrix 1024×768ATI Radeon 7500 32 MB SDRAM AGP 2x | 30 GB Ultra/ATA CD-ROM                                                                                                   | Mac OS 9.2.2 vagy Mac OS X 10.2.4Mac OS X 10.4.11 vagy Mac OS 9.2.2 | * 10/100 BASE-T Ethernet * 56k V.90 modemmegjegyzés:* 2x USB 1.1 * 1x FireWire 400 * Audio ki mini-jack * Mini-VGA                                     |
| iBook (900 MHz 32 VRAM)2003. április 22. 2003. október 22. átlátszatlan fehér | 12": 2,2 kg 34x285x230 mm14": 2,7 kg 34x323x259 mm | PowerPC G3 (750fx) 900 MHz 64 KB / 512 KB 100 MHz                                  | 12": 128 MB PC100 SDRAM14": 256 MB PC100 SDRAM         | 12,1" vagy 14,1" TFT XGA active matrix 1024×768ATI Radeon 7500 32 MB SDRAM AGP 2x | 40 GB Ultra/ATA Combo drive                                                                                              | Mac OS 9.2.2 vagy Mac OS X 10.2.4Mac OS X 10.4.11 vagy Mac OS 9.2.2 | * 10/100 BASE-T Ethernet * 56k V.90 modemmegjegyzés:* 2x USB 1.1 * 1x FireWire 400 * Audio ki mini-jack * Mini-VGA                                     |
| iBook G42003. október 22. 2004. április 19. átlátszatlan fehér                | 12": 2,2 kg 34x284x231 mm14": 2,7 kg 34x323x259 mm | PowerPC G4 (7457) 12": 800 MHz 14": 933 MHz vagy 1 GHz 64 KB / 256 KB 133 MHz      | 256 MB @266 MHz PC2100 DDR SDRAM                       | 12" vagy 14" TFT XGA active matrix 1024×768ATI Radeon 9200 32 MB SDRAM AGP 2x     | 12": 30 GB 4200-rpm Ultra/ATA 100 14": 40 GB vagy 60 GB 4200-rpm Ultra/ATA 100DVD-ROM/CD-RW Combo Drive                  | Mac OS X 10.3Mac OS X 10.4.11                                       | * 10/100BASE-T Ethernet * 56k v.92 modemmegjegyzés:* 2x USB 2.0 * 1x FireWire 400 * Audio ki mini-jack * Mini-VGA                                      |
| iBook G4 (Early 2004)2004. április 19. 2004. október 19. átlátszatlan fehér   | 12": 2,2 kg 34x284x231 mm14": 2,7 kg 34x323x259 mm | PowerPC G4 (7447A) 12": 1,07 GHz 14": 1,07 GHz vagy 1,2 GHz 64 KB / 512 KB 133 MHz | 256 MB @266 MHz PC2100 DDR SDRAM                       | 12,1" vagy 14,1" TFT XGA active matrix 1024×768ATI Radeon 9200 32 MB SDRAM AGP 2x | 12": 30 GB 4200-rpm Ultra/ATA 100 14": 40 GB vagy 60 GB 4200-rpm Ultra/ATA 100DVD-ROM/CD-RW Combo Drive                  | Mac OS X 10.3Mac OS X 10.5.8                                        | * 10/100BASE-T Ethernet * 56k v.92 modemmegjegyzés:* 2x USB 2.0 * 1x FireWire 400 * Audio ki mini-jack * Mini-VGA                                      |
| iBook G4 (Late 2004)2004. október 19. 2005. július 26. átlátszatlan fehér     | 12": 2,2 kg 34x284x231 mm14": 2,7 kg 34x323x259 mm | PowerPC G4 (7447A) 12": 1,2 GHz 14": 1,33 GHz 64 KB / 512 KB 133 MHz               | 256 MB @266 MHz PC2100 DDR SDRAM                       | 12,1" vagy 14,1" TFT XGA active matrix 1024×768ATI Radeon 9200 32 MB SDRAM AGP 2x | 12": 30 GB 4200-rpm Ultra/ATA 100 14": 60 GB 4200-rpm Ultra/ATA 100DVD-ROM/CD-RW Combo Drive 14": DVD-RW SuperDrive      | Mac OS X 10.3Mac OS X 10.5.8                                        | * 10/100BASE-T Ethernet * 56k v.92 modem * AirPort Extreme 802.11b/gmegjegyzés:* 2x USB 2.0 * 1x FireWire 400 * Audio ki mini-jack * Mini-VGA          |
| iBook G4 (Mid 2005)2005. július 26. 2006. május 16. átlátszatlan fehér        | 12": 2,2 kg 34x284x231 mm14": 2,7 kg 34x323x259 mm | PowerPC G4 (7447A) 12": 1,33 GHz 14": 1,42 GHz 64 KB / 512 KB 133 MHz              | 512 MB @333 MHz PC2700 DDR SDRAM                       | 12,1" vagy 14,1" TFT XGA active matrix 1024×768ATI Radeon 9550 32 MB SDRAM AGP 2x | 12": 30 GB 4200-rpm Ultra/ATA 100 14": 60 GB 4200-rpm Ultra/ATA 10012": DVD-ROM/CD-RW Combo Drive 14": DVD-RW SuperDrive | Mac OS X 10.4Mac OS X 10.5.8                                        | * 10/100BASE-T Ethernet * 56k v.92 modem * AirPort Extreme 802.11b/g * Bluetooth 2.0+EDR* 2x USB 2.0 * 1x FireWire 400 * Audio ki mini-jack * Mini-VGA |
| Gép neve                                                                      | Méret                                              | Processzor                                                                         | Memória                                                | Kijelző                                                                           | Tár | Op. rendszer                                                        | Csatlakozók |

## iBook számítógépek az időben
| PowerBook és iBook számítógépek idővonalon |
| --- |
| A grafikon adatai utoljára 2023. december 19-én frissültek. A szín sötétebb változata az egymást követő gépek megkülönböztetését szolgálja. A színek kezdete a bemutató időpontja, a forgalmazás több esetben is hónapokkal később kezdődött. Megeshet, hogy egy csík végét kitakarja egy másik csík eleje. Előfordul, hogy a gyártás befejezését követően még egy ideig forgalomban marad a Mac adott verziója. Az adatok forrása a Jegyzetekben található. |